# .460 Weatherby Magnum
El .460 Weatherby Magnum es un cartucho de rifle, belted magnum, en forma de botella, desarrollado por Roy Weatherby en 1957. El cartucho se basa en el casquillo del .378 Weatherby Magnum con el cuello holgado para aceptar una bala de 0.458 pulgadas (11.6 mm), a su vez, usándose el casquillo del .416 Rigby como base para desarrollar el .378 Weatherby Magnum. El .460 Weatherby Magnum fue concebido para la caza de animales peligrosos en el África.
Antes de la aparición del .460 Weatherby Magnum, el .600 Nitro Express era considerado el más potente y 29 años después, con la aparición del .700 Nitro Express, el .460 Weatherby dejó de ser el cartucho de caza mayor más potente del mundo.
El .460 Weatheby Magnum lanza un proyectil de 500 granos (32 g) a una velocidad de salida de 2,700 pies por segundo (820 m/s) de un cañón de 26 pulgadas (660 mm), generando una energía de 8,100 libras.pie (11,000 J).

## Historia
Roy Weatherby esperaba que el .378 Weatherby Magnum se volviese popular para la caza mayor en el continente africano pero creía que la resistencia al cambio de los cazadores profesionales de la época era un impedimento. Además, en algunos países africanos se estaban promulgando nuevas normas que prohibían la caza de animales pesados, de piel gruesa y peligrosos con cartuchos de calibre inferior al 40 (10,16 mm). Estas normativas prohibirían básicamente el uso de todos los cartuchos Weatherby anteriores para la caza del elefante, el búfalo del Cabo africano y el rinoceronte.

## Performance
El .460 Weatherby Magnum es muy preciso a pesar de su tamaño. Weatherby garantiza una precisión de 1.5 MOA (44mm/100m) para este cartucho en un rifle Weatherby. Normalmente una bala con camisa metálica completa o monolítica de tipo sólido penetrará más de 40 in (1,0 m) cuando impacte en un animal de caza peligroso como el búfalo del Cabo o el elefante africano. 

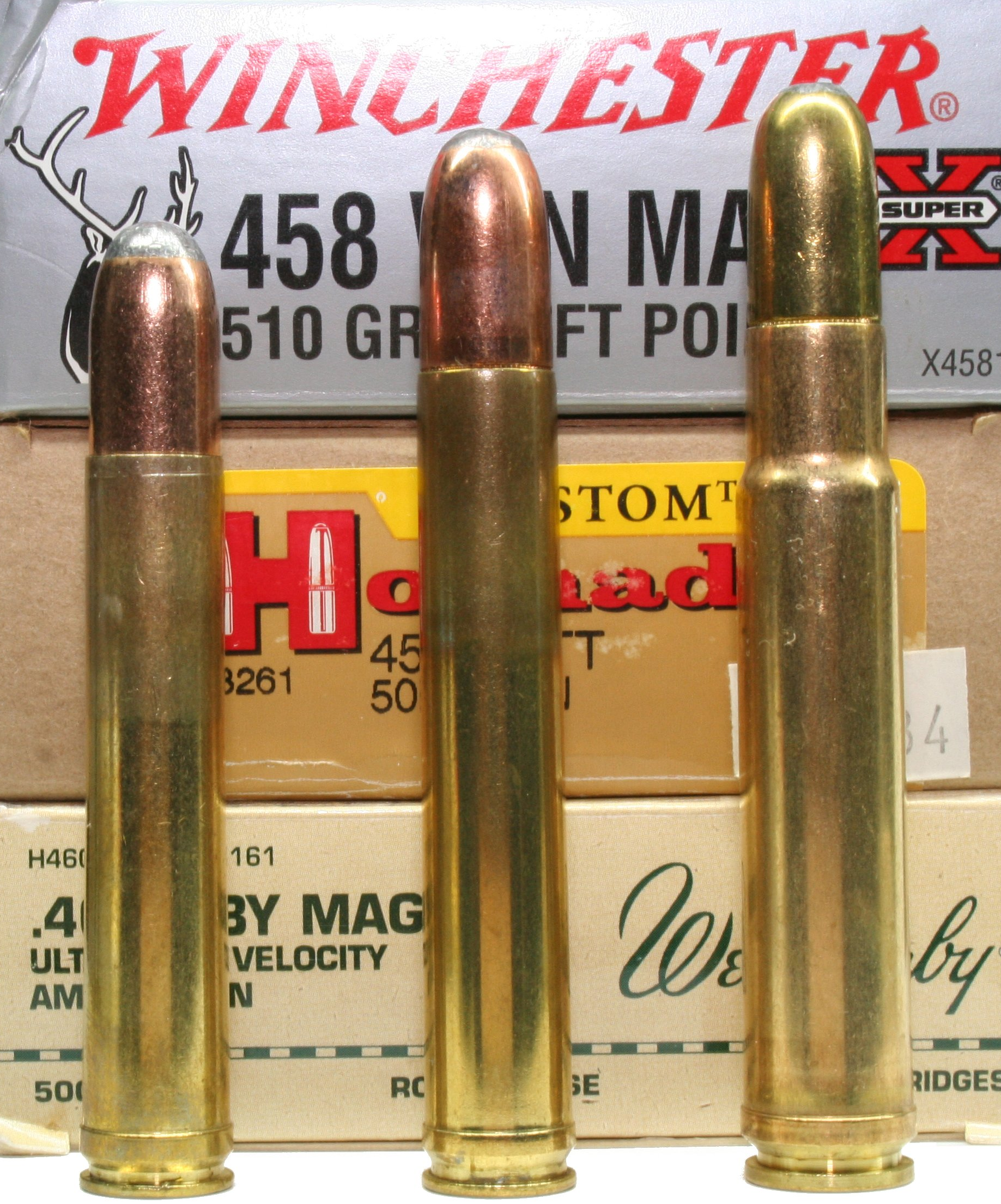
De izquierda a derecha: .458 Win Mag, .458 Lott y un .460 Wby. Mag.

Comparado con sus contemporáneos, el 460 Weatherby Magnum tiene más energía a 150 yardas que el .458 Winchester Magnum en la boca del cañón y a 100 yardas más energía que el .458 Lott con munición de fábrica. El .460 Weatherby Magnum proporciona un significativo paso adelante en el rendimiento con respecto a otros cartuchos de producción del calibre .458 (11,6 mm). El aumento de rendimiento se realiza tanto en términos de energía restante como de mayor alcance.  

## Uso deportivo
El .460 Weatherby Magnum es principalmente cartucho para la caza de animales peligroso de piel gruesa, diseñado para frenar la embestida de animales corpulentos como el elefante africano, búfalo del cabo, hipopótamo y el  rinoceronte. 

### Otros animales peligrosos
El .460 Weatherby es demasiado poderoso para un león o un leopardo. Los leones son de piel fina y no pesan más de 270 kg, mientras que los leopardos no pesan más de 110 kg. Cuando el .460 Weatherby es utilizado para cazar leopardos o leones, normalmente se emplea una bala de expansión rápida. Las balas ideales para estos animales comienzan con las balas de 300 granos (19 g). A-Square's Lion Load, una punta blanda fragmentada de 465 o 500 granos (30,1-32,4 g)  es una de esas cargas apropiadas para los grandes felinos.  Aparte de las balas A-Square Lion Load con un peso de 300 a 400 gr (19 a 26 g), estas se utilizan mejor en leones y leopardos. Dado que el .460 Weatherby puede impulsar estas balas a más de 910 m/s (3000 pies/s) y los grandes felinos son susceptibles al choque hidrostático, estas balas más livianas en relación con el calibre pueden proporcionar la mejor opción si se elige el .460 para los grandes felinos.
La capacidad del .460 Weatherby agnum para aguantar más plano trajectories con las balas apropiadas proporciona el cartucho la capacidad de tomar juego de llanuras africanas en distancias más allá 250-patio (230 m) sin holdover añade a la versatilidad de .460 Weatherby Magnum como un todo alrededor de cartucho de juego africano. Aun así, mientras el .460 Weatherby tiene la capacidad de tomar tal especie de juego,  puede haber poca duda del hecho que  hay cartucho más adecuado elecciones para esta especie con lejano menos recoil.
Ningun animal de caza mayor norteamericano requiere el poder lleno del .460 Weatherby Magnum para ser abatido. 

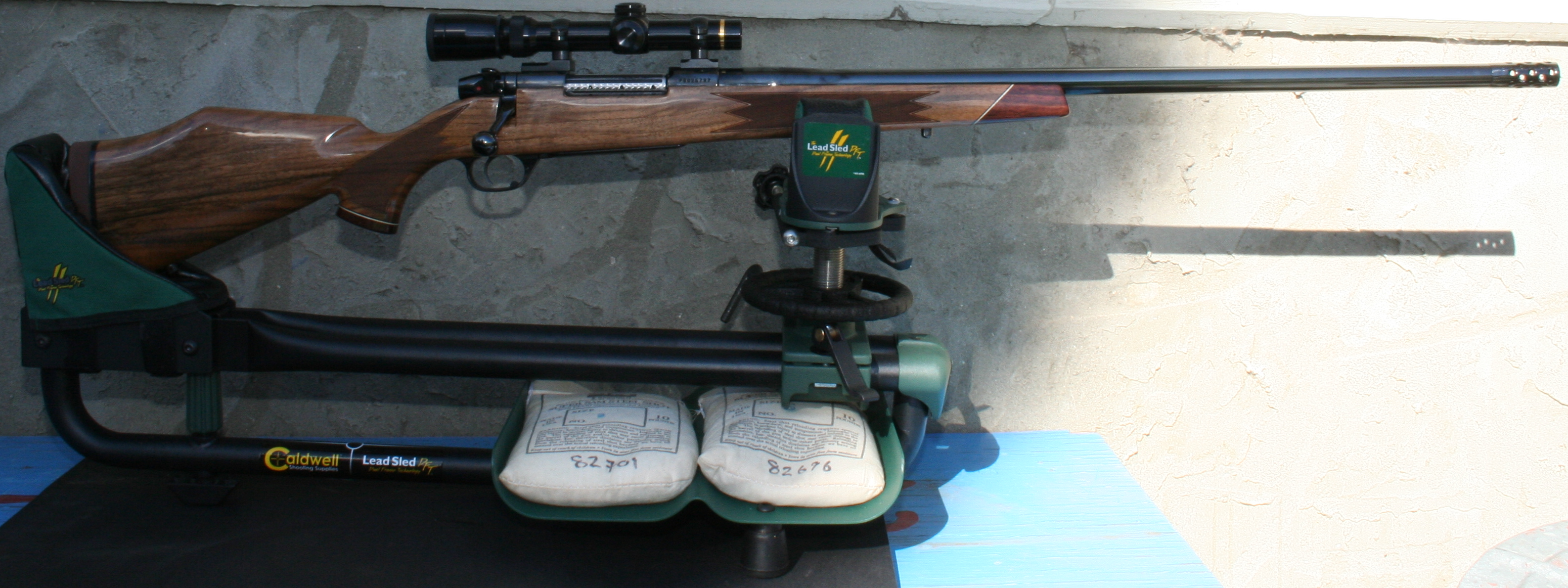
Weatherby Mk. V en .460 Wby. Mag. Equipado con un Accubrake

El recoil del .460 Weatherby Magnum presenta un problema para muchos shooters cuándo disparando un cartucho de esta medida. Incluso con un 12 lb (5,4 kg) lb (5.4 ) rifle (alcance, base, los anillos y los cartuchos incluidos) el recoil contra el shooter  el hombro está medido en 100 ft⋅lbf (140 ). La mayoría de rifles chambered en .30-06 Springfield desarrollar una media de 20 ft⋅lbf (27 ) de libre recoil. Recientemente Weatherby ha ofrecido algunos redueron cargas en el 7,500 ft⋅lbf (10,200 J) gama, para ser más perdonando a shooters. El recoil de las cargasdepoder lleno es muy castigando y si la pistola tiene un alcance, cortes de alcance en el frente son comunes. Un caro de polvo de la fábrica para este cartucho es aproximadamente 115 granos (7.5 g).

## Cartucho de padre
La capacidad de casquillo del .460 Weatherby Magnum se deja a varias formas de conversión y experimentación. El .460 Weatherby Magnum ha servido como el cartucho de padre inmediato de varios propietario y cartuchos de gato montés. Es, aun así, también corregir para listar el .378 Weatherby Magnum como el cartucho de padre para estos cartuchos como el .460 Weatherby Magnum él estuvo basado en el .378 Weatherby Magnum caso.
El siguiente es algunos de los cartuchos sabidos mejores basaron en el .460 Weatherby donde el .460 actuado como el cartucho de padre directo:
.460 A-Square Short
El cartucho es un cartucho propietario  diseñado por Arthur Alphin de Un-Cuadrado. Esto .458 caliber (11.6 mm) el cartucho está basado en un acortado .460 Weatherby Magnum caso cuáles pueden ser utilizados en un rifle de acción de longitud estándar. El cartucho es capaz de en desarrollo 6,670 ft⋅lbf (9,040 ) cuándo despidiendo un 500-rano (32 g) bala en 2,450 ft/s (750 m/s).
.465 H&H Magnum
El cartucho estuvo diseñado por Russell Wilkins y Holanda & de Holanda y liberado en 2003. El cartucho es capaz de despedir un .46 caliber (11.7 mm) 480 granos (31 g) bala en 2,385 ft/s (727 m/s). Este cartucho está diseñado para trabajar en presiones moderadas.
.475 Un&M Magnum
El .475 Un&M Magnum es un .47 caliber (12 mm) cartucho de gato montés diseñado por el Atkinson & Marquart Compañía de Rifle de Prescott AZ. Está basado  el .460 Weatherby Magnum necked hasta aceptar un .0,475 plg (12,1 mm) en (12.1 ) bala de diámetro. El .475 Un&M Manum es capaz de lanzar un 500-grano (32 g) en 2,980 ft/s (910 m/s) para 9,860 ft⋅lbf (13,370 ) energía.
.500 Whisper
.50 Peacekeeper
Este cartucho es otro  de J.D. Jones' diseños. Es esencialmente un .460 Weatherby Manum necked hasta aceptar un 750-grano (49 g), .0,51 plg (13,0 mm) en (13.0 ) diámetro VLD bala qué  es capaz de despedir en 2,205 ft/s (672 m/s) para 8,100 ft⋅lbf (11,000 ) energía.
.500 A-Square
El .500 Un-Cuadrado es otro cartucho propietario diseñado por Arthur Alphin de Un-Cuadrado basado  el .460 Weatherby Magnum necked hasta aceptar un .0,51 plg (13,0 mm) en (13.0 ) bala de diámetro. El .500 Un-Cuadrado es capaz de conseuir 8,127 ft⋅lbf (11,019 ) energía con un 600-grano (39 g) la bala lanzada en 2,470 ft/s (750 m/s).